# 黄腺紫珠
黄腺紫珠（学名：Callicarpa luteopunctata）为马鞭草科紫珠属的植物，为中国的特有植物。分布于中国大陆的云南、四川等地，生长于海拔800米至2,300米的地区，常生于谷地、山坡和丛林中，目前尚未由人工引种栽培。